# Hoochie Coochie Men
Hoochie Coochie Men ist der Name verschiedener Bluesbands. Dieser Artikel befasst sich mit der ersten Band mit diesem Namen, den von Long John Baldry geführten Hoochie Coochie Men.
1963 war Baldry Sänger der Cyril Davies’ All Stars. Als Cyril Davies 1964 starb, führte Baldry die Band als The Hoochie Coochie Men weiter. Zweiter Sänger wurde der 19-jährige Rod Stewart.
Hoochie Coochie Men nahmen nur ein Album auf, Long John's Blues (1964), bevor sie sich 1965 auflösten. Stewart und Baldry gründeten anschließend die Band The Steampacket. Später nutzten andere Bands den Namen, so etwa eine 2001 von Bob Daisley mit dem Gitarristen Tim Gaze gegründete australische Band, mit der Jon Lord auftrat.
Der Name Hoochie Coochie Men stammt aus einem Song von Willie Dixon, (I'm Your) Hoochie Coochie Man. Der Ausdruck Hoochie Coochie wird im Blues häufiger verwendet.